# Горња Лијеска
Горња Лијеска је насељено мјесто у општини Вишеград, Република Српска, БиХ. Према попису становништва из 1991. у насељу је живјело 39 становника.
Овдје се налази Манастир Горња Лијеска.

## Становништво
По последњем службеном попису становништва из 1991. године, насеље Горња Љеска је имало 39 становника. Сви становници су били Срби.
| Демографија | Демографија | Демографија |
| Година      | Становника  | Становника  |
| ----------- | ----------- | ----------- |
| 1961.       | 72          |             |
| 1971.       | 49          |             |
| 1981.       | 51          |             |
| 1991.       | 39          |             |